# Лондонские переговоры (1939)
Лондонские переговоры — в советской историографии название переговоров между представителями Великобритании и нацистской Германии, происходивших в июне — августе 1939 года, одновременно с Московскими переговорами между СССР, Великобританией и Францией.
Лондонские переговоры имели целью заключение широкого англо-германского соглашения по политическим и экономическим вопросам. По официальной советской версии послужили причиной срыва Московских переговоров и заключения германо-советского договора о ненападении.

## Переговоры
Ещё 3 мая 1939 года на заседании правительства Н. Чемберлен высказывал желание о возобновлении англо-германских экономических переговоров, которые были прерваны в связи с захватом Германией Чехословакии. 18 и 21 июля между Хорасом Вильсоном, Гельмутом Вольтатом, немецким послом в Лондоне фон Дирксеном, при возможном участии Чемберлена, обсуждался вопрос об установлении англо-германского сотрудничества.

## Позиция советских историков
По мнению советских историков, английские предложения включали раздел сфер влияния с Германией с признанием германских интересов в Восточной и Юго-Восточной Европе, а также прав Великобритании в её колониях (СССР и Китай входили в совместную сферу англо-германского «сотрудничества»). Обсуждался пересмотр Версальского договора 1919 года с планами участия Германии в эксплуатации «колониально-африканской зоны».
С английской стороны также выдвигались предложения о заключении договора о ненападении с отменой ранее выданных Великобританией гарантий, в том числе и Польше.
С точки зрения советской дипломатии, Лондонские переговоры имели целью перенаправить агрессию Германии против СССР и стран Восточной Европы.
Переговоры были неудачными в связи с глубиной противоречий между Германией и Великобританией.
По мнению И. М. Майского, в Лондон в середине июля прибыл советник Геринга по экономическим вопросам Вольтат, якобы для участия в конференции по китобойному промыслу. Однако, на самом деле он встречался с министром внешней торговли Робертом Хадсоном и внешнеполитическим советником Чемберлена Горасом Вильсоном. Сведения об этих переговорах сохранились в записях немецкого посла в Лондоне Дирксена. Согласно записи от 21 июля:
- Хадсон попросил Вольтата зайти к нему и во время беседы с Вольтатом развивал планы англо-германского сотрудничества на мировых рынках с разграничением сфер английских и германских интересов.
- Вольтат посетил также Гораса Вильсона по инициативе Вильсона. В ходе двух бесед Вилсон сообщил о цели достижения «широчайшей англо-германской договоренности», включавшей заключение англо-германского пакта о ненападении, пакта о невмешательстве и распределении сфер влияния, договора об ограничение вооружений, соглашений о включении Германии в эксплуатацию колоний и взаимном финансовом содействии. На вопрос Вольтата о том, могут ли в повестку дня быть включены другие вопросы, Вильсон ответил: «фюреру нужно лишь взять лист бумаги и перечислить на нём интересующие его вопросы; английское правительство было бы готово их обсудить». Вилсон также попросил о назначении полномочного лица для ведения переговоров об англо-германском сотрудничестве. По словам Дирксена, «сэр Хорас Вилсон определенно сказал г-ну Вольтату, что заключение пакта о ненападении [с Германией] дало бы Англии возможность освободиться от обязательства в отношении Польши». Вилсон также предложил организовать встречу Вольтата с Чемберленом, чтобы убедиться в поддержке последним программы Вилсона, но Вольтат отказался.

По воспоминаниям Майского, летом 1939 года советским дипломатам «ещё не были известны детали секретных переговоров между Англией и гитлеровской Германией».
Согласно В. Я Сиполсу, 3 августа Г. Вильсон изложил английские планы германскому послу в Лондоне. Эта программа предусматривала:
1. заключение англо-германского соглашения об отказе от применения силы;
2. опубликование заявления о невмешательстве Германии в дела Британской империи и Англии — в дела «Великой Германии»;
3. пересмотр положений Версальского договора о колониях и подмандатных территориях.[1]

## Объяснения Чемберлена
Когда сведения о переговорах утекли в прессу, Чемберлен обсуждал вопрос переговоров Вилсона уклончиво и указал, что Хадсон действовал по собственной инициативе.

## Позиция западной историографии
Западные историки не выделяют Лондонские переговоры как единое целое, а рассматривают лишь отдельные контакты летом 1939 года.

### Визит Вольтата
По мнению современных западных историков, Вольтат не получал разрешения вести переговоры; мнения по поводу значения английских предложений расходятся. Так, Аластер Паркер считает, что предложения были выдвинуты всерьёз, а Дональд Уатт, напротив, полагает, что эта тема наиболее подвержена ошибочным интерпретациям из всех эпизодов перед самым началом войны и предложения, если они вообще существовали, были неавторизованы. Противоречащие его позиции записи Дирксена Уатт при этом объясняет, что эти записи — позиция не Вильсона, а самого Дирксена. Скотт Ньютон отмечает, что по записям самого Вилсона, сделанным после его более поздней беседы с Дирксеном, информация Вольтата вызвала значительный интерес у Гитлера.